# Флаг Новопокровского сельского поселения (Новопокровский район)
Флаг муниципального образования Новопокро́вское сельское поселение Новопокровского района Краснодарского края Российской Федерации — опознавательно-правовой знак, служащий официальным символом муниципального образования.
Флаг утверждён 23 марта 2011 года решением Совета Новопокровского сельского поселения № 89 и внесён в Государственный геральдический регистр Российской Федерации с присвоением регистрационного номера 6860.

## Описание
«Прямоугольное полотнище, воспроизводящее композицию герба Новопокровского сельского поселения Новопокровского района в синем, зелёном, белом и жёлтом цветах».
Геральдическое описание герба гласит: «В лазоревом поле, с зелёной оконечностью обременённой золотым листом каштана, накрест две серебряные шашки в ножнах сложенные рукоятями вверх и сопровождаемые: вверху — серебряным, ниспадающим по сторонам серебряным платом (Покровом); внизу, поверх деления поля и оконечности — двумя золотыми противообращёнными, соединёнными стеблями и вписанными по краям головками пшеничных колосьев».

## Обоснование символики
Флаг разработан на основе герба Новопокровского сельского поселения, который языком символов и аллегорий отражает исторические, культурные и экономические особенности сельского поселения.
Изображение Покрова является единым элементом флага всех поселений Новопокровского района Краснодарского края.
Синий цвет полотнища символизирует чистое небо, честь, искренность, добродетель, возвышенные устремления. Синий цвет — это цвет Богородицы, а также определяющий цвет Кавказского линейного казачьего войска, к которому первоначально принадлежали казаки станицы Новопокровской.
Зелёный цвет полотнища символизирует природу, красоту полей, плодородие, жизнь, здоровье.
Изображение казачьих шашек символизирует мужество, отвагу и аллегорически указывает на преобразование, в 1848 году, села Новопокровского в казачью станицу.
Белый цвет (серебро) — символ простоты, ясности, мудрости и мира.
Пшеничные колосья (колос) являются символом сельскохозяйственного развития поселения и указывают на то, что выращивание хлеба является основой экономики хозяйств поселения.
Изображение листа конского каштана аллегорически указывают на рукотворный лес, созданный на землях поселения. Лист конского каштана символизирует стремление к светлому, чистому, созданному человеком, будущему.
Жёлтый цвет (золото) символизирует величие, богатство и процветание, прочность, а также говорит о верности, славе и заслугах жителей сельского поселения.